# العلاقات الفلسطينية القمرية
علاقات جزر القمر وفلسطين هي العلاقات الثنائيّة بين دولة فلسطين وجمهورية جزر القمر.

## التمثيل الدبلوماسي
ليس لدى فلسطين بعثة دبلوماسية مُقيمة في جزر القمر في الوقت الحالي، وتتولى البعثة الدبلوماسية الفلسطينية في جيبوتي برئاسة السفير الفلسطيني رويد أبو عمشة توفير الخدمات القنصلية للفلسطينيين المقيمين في جزر القمر.
ليس لدى جزر القمر ممثلية في فلسطين حتى الآن.

## موقف حكومة جزر القمر من القضية الفلسطينية
ظلت حكومة جزر القمر تُساند القضية الفلسطينية طيلة تاريخها، وكانت من أوائل الدول التي اعترفت بدولة فلسطين عند إعلان استقلالها حين زارها الرئيس الفلسطيني الراحل ياسر عرفات، كما كانت إحدى الدول التي صوتت لصالح فلسطين في اجتماع الجمعية العامة للأمم المتحدة في 29 تشرين ثان/نوفمبر 2012 إلى جانب 137 دولة أخرى مما ترتب عليه السماح بانضمام فلسطين كعضو مُراقب بمنظمة الأمم المتحدة. وعلى الرغم من أن بعض وسائل الإعلام العبرية تداولت أنباء زعمت أن هُناك مُباحثات تجري بين حكومة جزر القمر وحكومة إسرائيل لبحث سبل إقامة علاقات دبلوماسية بين البلدين إلا أن الحكومة في جزر القمر نفت ذلك لاحقًا. كانت حكومة جزر القمر قد رفعت في عام 2013 دعوى قضائية ضد إسرائيل أمام المحكمة الجنائية الدولية على خلفية قيام قوات الجيش الإسرائيلي بالاستيلاء على السفينة التركية مرمرة والتي كانت متجهة إلى قطاع غزة في فلسطين لنقل مساعدات إغاثية لمتضرري حصار غزة رافعة علم جزر القمر، وقد رُفضت الدعوى في بداية الأمر، ولكن بعدما تقدمت جزر القمر بدعم من الحكومة التركيية باستئناف على رفض الدعوى قُبلت وأمرت المحكمة بإعادة النظر فيها.